# Nazionale maschile under 20 di calcio della Nigeria
La Nazionale Under-20 di calcio della Nigeria è la rappresentativa calcistica della Nigeria composta da giocatori Under-20 ed è affiliata alla CAF. Ha partecipato all'unica edizione del WAFU U-20 Championship nel 2008, venendo eliminata ai quarti di finale dal Senegal ai rigori. Al Mondiale Under-20 del 2011 ha vinto il FIFA Fair Play Award.

## Partecipazioni a Competizioni internazionali

### Mondiali Under-20
| Anno | Luogo               | Piazzamento      | V | N* | P | Gol F:Gol S |
| ---- | ------------------- | ---------------- | - | -- | - | ----------- |
| 1977 | Tunisia             | Non iscritta     | - | -  | - | -           |
| 1979 | Giappone            | Non iscritta     | - | -  | - | -           |
| 1981 | Australia           | Non iscritta     | - | -  | - | -           |
| 1983 | Messico             | Primo turno      | 1 | 1  | 1 | 1:3         |
| 1985 | Unione Sovietica    | Terzo posto      | 2 | 2  | 2 | 6:7         |
| 1987 | Cile                | Primo turno      | 0 | 1  | 2 | 2:8         |
| 1989 | Arabia Saudita      | Secondo posto    | 2 | 2  | 2 | 9:10        |
| 1991 | Portogallo          | Non qualificata  | - | -  | - | -           |
| 1993 | Australia           | Non qualificata  | - | -  | - | -           |
| 1995 | Qatar               | Non qualificata  | - | -  | - | -           |
| 1997 | Malaysia            | Non qualificata  | - | -  | - | -           |
| 1999 | Nigeria             | Quarti di finale | 1 | 2  | 2 | 6:7         |
| 2001 | Argentina           | Non qualificata  | - | -  | - | -           |
| 2003 | Emirati Arabi Uniti | Non qualificata  | - | -  | - | -           |
| 2005 | Paesi Bassi         | Secondo posto    | 3 | 2  | 2 | 10:4        |
| 2007 | Canada              | Quarti di finale | 3 | 1  | 1 | 5:5         |
| 2009 | Egitto              | Ottavi di finale | 1 | 0  | 3 | 7:6         |
| 2011 | Colombia            | Quarti di finale | 4 | 0  | 1 | 15:5        |
| 2013 | Turchia             | Ottavi di finale | 2 | 0  | 2 | 7:5         |
| 2015 | Nuova Zelanda       | Ottavi di finale | 2 | 0  | 2 | 8:5         |
| 2017 | Corea del Sud       | Non qualificata  | - | -  | - | -           |
| 2019 | Polonia             | Ottavi di finale | 2 | 0  | 2 | 6:5         |
| 2023 | Argentina           | Quarti di finale | 3 | 0  | 2 | 6:4         |

I pareggi includono anche le partite concluse ai calci di rigore

## Selezionatori
- Christopher Udemezue (1982-1987)
- Paul Hamilton (1983-1985)
- Olatunde Nurudeen Disu (1987-1997)
- Thijs Libregts (1998-1999)
- Samson Siasia (2005-2007, 2009-2010)
- Ladan Basso (2007-2009)
- John Obuh (2010-2012)
- Emmanuel Amunike (2016)
- Paul Aigbogun (2018-2019)

## Tutte le rose

### Campionato mondiale di calcio Under-20
Campionato del mondo Under-20 19831 Agbonavbare, 2 Ehilegbu, 3 Olukanni, 4 Okoku, 5 Sadi, 6 Sofoluwe, 7 Anigala, 8 Jeje, 9 Akhahan, 10 Akinlotan, 11 Okoronwanta, 12 Disu, 13 Otti, 14 Edobor, 15 Adesina, 16 Edema, 17 Adfranjo, 18 Udoh, CT: Udemezue
Campionato del mondo Under-20 19851 Agu, 2 Eveh, 3 Onye, 4 Akanni, 5 Uwe, 6 Odu, 7 Dominic, 8 Igbinabaro, 9 Odiaka, 10 Osaro, 11 Anunobi, 12 Okosieme, 13 Siasia, 14 Mba, 15 Adeleye, 16 Ipaye, 17 Obi, 18 Ikeogu, CT: Hamilton
Campionato del mondo Under-20 19871 Okpara, 2 Adamu, 3 Nieketien, 4 Effa, 5 Ugbade, 6 Babalola, 7 Adekola, 8 Omoregie, 9 Akpoborie, 10 Esin, 11 Ukaegbu, 12 Agbonsevbafe, 13 Igbinoba, 14 Ndiyo, 15 Oliha, 16 Baba, 17 Osadalor, 18 Adegbenro, CT: Udemezue
Campionato del mondo Under-20 19891 Ikeji, 2 Balogun, 3 Ugbade, 4 Ohen, 5 Elijah, 6 Taiwo, 7 Oyakale, 8 Adepoju, 9 Ogaba, 10 Lawal, 11 Emoedofu, 12 Chinedu, 13 Charity, 14 Nwosu, 15 Onyemachara, 16 Abdullahi, 17 Osondu, 18 Amadi, CT: Disu
Campionato del mondo Under-20 19991 Okoye, 2 Okunowo, 3 Eneh, 4 Okpala, 5 Aranka, 6 Ikemefuna, 7 Babangida, 8 Garba, 9 Melkam, 10 Musa, 11 Shittu, 12 Oruma, 13 Ikedia, 14 Yobo, 15 Afolabi, 16 Chikelue, 17 Aghahowa, 18 Dombraye, CT: Libregts
Campionato del mondo Under-20 20051 Vanzekin, 2 Chinwo, 3 Taiwo, 4 Apam, 5 James, 6 Adedeji, 7 Obasi, 8 Bazuaye, 9 Mikel, 10 Isaac, 11 Okoronkwo, 12 Akpeyi, 13 Adefemi, 14 Abwo, 15 Sambo, 16 Atulewa, 17 Adeleye, 18 Anubi, 19 Kaita, 20 Owoeri, 21 Ige, CT: Siasia
Campionato del mondo Under-20 20071 Thomas, 2 Sodiq, 3 Echiéjilé, 4 Olufemi, 5 Ayodeji, 6 Ambrose, 7 Kofarmata, 8 Bala, 9 Ozokwo, 10 Owello, 11 Agbetu, 12 Ocheje, 13 Okardi, 14 Akabueze, 15 Ideye, 16 Egbeta, 17 Latifu, 18 Inuwa, 19 Salami, 20 Adams, 21 Ezenwa, CT: Bosso
Campionato del mondo Under-20 20091 Ajiboye, 2 Adejo, 3 Orelesi, 4 Obiora, 5 Lawal, 6 Edet, 7 Osanga, 8 Ighalo, 9 Fatai, 10 Ibrahim, 11 Uchechi, 12 Okafor, 13 Alfa, 14 Aluko, 15 Abe, 16 Ohawuchi, 17 Salami, 18 Shagari, 19 Ikande, 20 Haruna, 21 Olateru, CT: Siasia
Campionato del mondo Under-20 20111 Paul, 2 Suswam, 3 Ojabu, 4 Tahir, 5 Omeruo, 6 Ogungbe, 7 Musa, 8 Ejike, 9 Kayode, 10 Ajagun, 11 Envoh, 12 Nwofor, 13 Anyanwu, 14 Emmanuel, 15 Daniel, 16 Gambo, 17 Udoh, 18 Egbedi, 19 Mbah, 20 Azeez, 21 Yekini, CT: Obuh
Campionato del mondo Under-20 20131 Okani, 2 Ndidi, 3 Madu, 4 Shehu, 5 Amaefule, 6 Okorie, 7 Umar, 8 Olaitan, 9  Kayode, 10 Ajagun, 11 Gero, 12 Agboyi, 13 Eduok, 14 Pyagbara, 15 Orkuma, 16 Usman, 17 Osuchukwu, 18 Egbedi, 19 Agbo, 20 Simon, 21 Felagha, CT: Obuh
Campionato del mondo Under-20 20151 Enaholo, 2 Muhammed, 3 Mustapha, 4 Idowu, 5 Ndidi, 6 Omego, 7 Bulbwa, 8 Sokari, 9 Isaac, 10 Ihenacho, 11 Yahaya, 12 Ifeanyi, 13 Godwin, 14 Nwakali, 15 Mathew, 16 Alampasu, 17 Ezeh, 18 Awoniyi, 19 Bello, 20 Simon, 21 Ojo, CT: Garba
Campionato del mondo Under-20 20191 Ogundare, 2 Rabiu, 3 Utin, 4 Eletu, 5 Salawudeen, 6 Ozornwafor, 7 Sor, 8 Dele-Bashiru, 9 Adams, 10 Okon, 11 Offia, 12 Ogbu, 13 Ofoborh, 14 Kingsley, 15 Muhammad, 16 Oremade, 17 Makanjuola, 18 Emeka, 19 Effiom, 20 Tijani, 21 Zaccala, CT: Aigbogun
Campionato del mondo Under-20 20231 Nwosu, 2 Njoku, 3 Agbalaka, 4 Daga, 5 Ogwuche, 6 Bameyi, 7 Sarki, 8 Nnadi, 9 Fago Lawal, 10 Eletu, 11 Muhammad, 12 Fredrick, 13 Domingo, 14 Abdullahi, 15 Sunday, 16 Utoblo, 17 Ibrahim, 18 Lawal, 19 Emmanuel, 20 Joshua, 21 Aniagboso, CT: Bosso

## Palmarès
- Campionato mondiale di calcio Under-20:

Secondo posto: 1989, 2005
Terzo posto: 1985
- Coppa delle Nazioni Africane Under-20: 7

Vincitore: 1983, 1985, 1987, 1989, 2005, 2011, 2015
Secondo posto: 1999, 2007
Terzo posto: 1981, 1995, 2009, 2023